# Jukka Puotila
Jukka Petri Pauli Puotila, född 9 september 1955 i Helsingfors, är en finländsk skådespelare. 
Puotila studerade 1980–1984 vid Teaterhögskolan i Helsingfors och var 1985–2019 anställd vid Finlands nationalteater. Han har gjort en stor mängd gedigna teaterroller, men har därutöver blivit känd också för den breda publiken som en mångsidig underhållningsartist med en rent fabulös imitationsförmåga; hans imitationsrepertoar täcker de flesta rikskändisarna och med sin röst, mimik och fysionomi åstadkommer han ofta en rent förbluffande likhet med "offret" i fråga. 
Puotila har medverkat i de populära tv-serierna Rosens tid (Ruusun aika 1990–1992), Hemgatan (Kotikatu 1995–2012) och egna tv-shower samt ofta anlitats för fester och tillställningar av alla slag. På Finlands nationalteater var han en pålitlig kraft, som gav liv åt de mest diametrala karaktärer. Exit (1987) och Torvald i Ett dockhem (2001) hör till höjdpunkterna. Han tilldelades Pro Finlandia-medaljen 2015.

### Fotnoter
1. ↑  Česko-Slovenská filmová databáze, 2001, ČSFD person-ID: 125584.[källa från Wikidata]
2. ↑  Freebase Data Dumps, Google.[källa från Wikidata]